# Comté de Caldwell (Texas)
Pour les articles homonymes, voir Comté de Caldwell.
Le comté de Caldwell, en anglais : Caldwell County, est un comté situé au sud-est de la partie centrale de l'État du Texas aux États-Unis. Fondé le 6 mars 1848, son siège de comté est la ville de Lockhart. Selon le recensement de 2020, sa population est de 45 883 habitants. Le comté a une superficie de 1 418 km2, dont 1 413 km2 est de terre. Il est probablement baptisé en référence à Mathew Caldwell (en), signataire de la déclaration d'indépendance du Texas.

## Organisation du comté
Le comté de Caldwell est créé le 6 mars 1848, à partir des terres du comté de Gonzales. Il est définitivement organisé et autonome, le 21 août 1848.

## Comtés adjacents
| Comté de Hays      | Comté de Travis   | Comté de Bastrop |
|                    | comté de Caldwell |                  |
| Comté de Guadalupe | Comté de Gonzales | Comté de Fayette |

## Démographie
Lors du recensement de 2010, le comté comptait une population de 38 066 habitants. Elle est estimée, en 2017, à 42 338 habitants,.
| Groupes           | Comté de Caldwell | Texas | États-Unis |
| ----------------- | ----------------- | ----- | ---------- |
| Blancs            | 75,8              | 70,4  | 72,4       |
| Autres            | 13,1              | 10,6  | 6,4        |
| Afro-Américains   | 6,8               | 11,9  | 12,6       |
| Métis             | 2,5               | 2,5   | 2,7        |
| Asiatiques        | 0,9               | 3,8   | 4,8        |
| Amérindiens       | 0,8               | 0,7   | 0,9        |
| Total             | 100               | 100   | 100        |
|                   |                   |       |            |
| Latino-Américains | 47,1              | 37,6  | 16,7       |

Pyramide des âges du comté de Caldwell (2000).

Selon l'American Community Survey, pour la période 2011-2015, 69,01 % de la population âgée de plus de 5 ans déclare parler l'anglais à la maison, 30,05 % déclare parler l'espagnol et 0,94 % une autre langue.
| Indicateur                             | Comté de Caldwell | États-Unis |
| -------------------------------------- | ----------------- | ---------- |
| Personnes de moins de 5 ans            | 6,2 %             | 6,1 %      |
| Personnes de moins de 18 ans           | 23,7 %            | 22,6 %     |
| Personnes de plus de 65 ans            | 14,0 %            | 15,6 %     |
| Femmes                                 | 49,7 %            | 50,8 %     |
| Personnes par foyer                    | 2,85              | 2,64       |
| Vétérans                               | 7,8 %             | 8,0 %      |
| Personnes nées étrangères à l'étranger | 9,0 %             | 13,2 %     |
| Personnes sans assurance maladie       | 20,9 %            | 10,2 %     |
| Personnes avec un handicap             | 9,6 %             | 8,6 %      |
| Revenus annuels                        | 23 366 $          | 29 829 $   |
| Personnes sous le seuil de pauvreté    | 14,5 %            | 12,3 %     |
| Diplômés du lycée                      | 79,3 %            | 87,0 %     |
| Diplômés de l'université               | 14,3 %            | 30,3 %     |